# Зуева, Марина Олеговна
Мари́на Оле́говна Зу́ева (род. 9 апреля 1956 года в Москве) — бывшая советская фигуристка, выступавшая в танцах на льду в паре с Андреем Витманом. В настоящее время — хореограф и тренер по фигурному катанию. Заслуженный деятель искусств Российской Федерации (1994).

## Карьера фигуристки

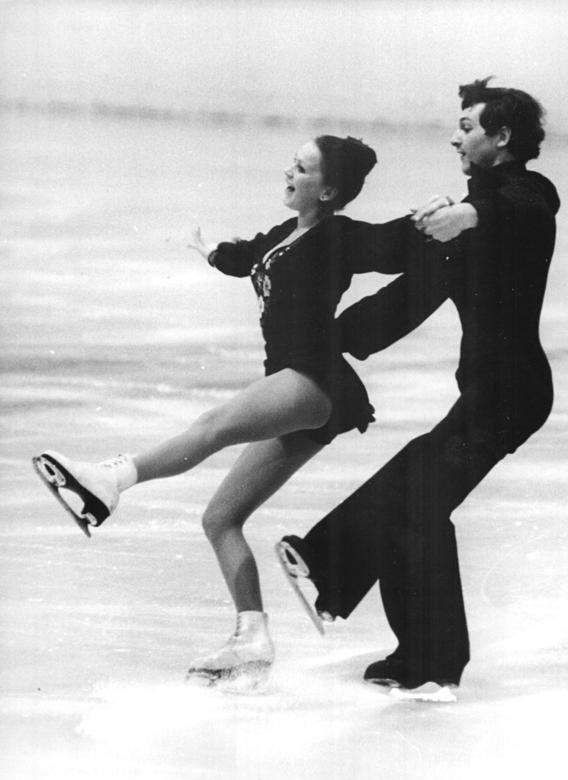
Марина Зуева и Андрей Витман.

Зуева выступала за СССР в паре с Андреем Витманом. Тренировалась пара у Елены Чайковской. Они дважды завоёвывали бронзу на чемпионатах страны и входили в сборную команду. В 1977 году пара была пятой на чемпионате Европы и мира, шестыми на чемпионате Европы 1978 года и седьмыми на чемпионате мира того же года.

## Хореограф
В конце 1970-х Зуева завершила карьеру и стала работать хореографом в ЦСКА. Параллельно с этим училась в ГИТИСе на курсе Р. Захарова. Особенно успешным стало её сотрудничество с Екатериной Гордеевой и Сергеем Гриньковым, для которых она поставила такие программы как «Лунная соната», «Вокализ», «Ромео и Джульетта». А после того как фигуристы стали двукратными олимпийскими чемпионами, продолжила сотрудничество с ними на профессиональном льду. Когда Екатерина после внезапной смерти Сергея стала выступать в одиночном катании, Зуева по-прежнему оставалась рядом.

### Конфликт со С. А. Жуком
Особое место в её карьере занимает конфликт с тренером С. А. Жуком. Как указывал Жук, Марина Зуева и фигуристка Анна Кондрашова написали письмо в ЦК КПСС обвинив его в «аморальном поведении», не представив доказательств, чем спровоцировали начало «травли» тренера. В результате пару Екатерина Гордеева и Сергей Гриньков перевели от Жука к Марине Зуевой и Станиславу Леоновичу.

## Текущая деятельность

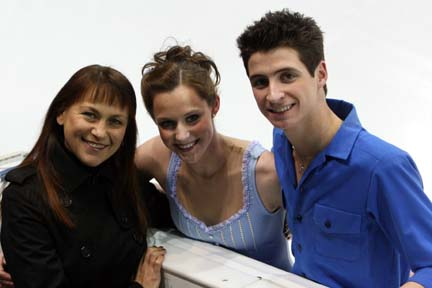
Марина Зуева со своими учениками Тессой Вертью и Скоттом Моиром.

В 1991 году М. Зуева по приглашению канадского клуба уехала в Канаду, в Оттаву. Она тренировала канадские пары, своего сына Фёдора Андреева, канадскую одиночницу Карин Кадеви. В 2002 году Зуева переехала в Детройт, где работал Игорь Шпильбанд, с которым у неё сложился тренерский тандем. Шпильбанд отвечает за технику катания и обязательные танцы, а она работает над оригинальной и произвольной программами. Тренерский тандем работал в Arctic Figure Skating Club в Кантоне, штат Мичиган, США. В настоящее время Марина Зуева и Игорь Шпильбанд вместе не работают. Программы, которые она придумывает для своих учеников, отличаются необычными поддержками. По собственному признанию, вдохновение для творческих находок Зуева черпает, изучая историю не только фигурного катания, но и цирка, балета. Этому она научилась у Станислава Жука, с которым работала и который научил её не замыкаться в узких рамках. Среди её нынешних и бывших учеников олимпийские чемпионы Ванкувера Тесса Вертью и Скотт Моир, олимпийские чемпионы Сочи Мэрил Дэвис и Чарли Уайт, серебряные призёры олимпиады в Турине Танит Белбин и Бенджамин Агосто, молодые спортсмены Мэдисон Чок и Грег Зюрлайн, Майя и Алекс Шибутани и множество других. Кроме того, продолжает ставить программы в качестве хореографа спортсменам одиночникам и спортивным парам.

## Спортивные достижения
| Соревнования/Сезоны              | 1975—1976 | 1976—1977 | 1977—1978 |
| -------------------------------- | --------- | --------- | --------- |
| Чемпионаты мира                  |           | 5         | 7         |
| Чемпионаты Европы                |           | 5         | 6         |
| Чемпионаты СССР                  | 3         | 3         |           |
| Приз газеты «Московские новости» | 3         |           | 3         |

## Звания и награды
- Мастер спорта СССР международного класса
- Заслуженный тренер СССР (1988)
- Заслуженный деятель искусств Российской Федерации (1994) — за заслуги в развитии физической культуры и спорта и большой личный вклад в подготовку и проведение XVII зимних Олимпийских игр 1994 года[12]